# Акмулла (опера)

Акмулла (баш. Аҡмулла) — башкирская опера, написанная в 1986 году композитором Загиром Исмагиловым на либретто Ишмуллы Дильмухаметова.

## История
Задумка написать опера пришла к композитору в 1981 году в год празднования 150-летия со дня рождения Акмуллы. Опера «Аҡмулла» З. Г. Исмагилова в 2 действиях. Премьера её состоялась 5 октября 1996 года на сцене Башкирского государственного театра оперы и балета (ГТОиБ) (либретто И. И. Дильмухаметова в редакции Р. А. Валиуллина).
Музыкальный руководитель и дирижёр — М. А. Ахметзарипов;
Режиссёры-постановщики — Р. А. Валиуллин;
Балетмейстер — А. Х. Зубайдуллин;
Хормейстер — Э. Х. Гайфуллина;
Сценограф Р. М. Арсланов.
В главных партиях первой постановки: Я. А. Абдульманов (Акмулла), А. С. Хамбалеева (Аксэскэ), С. Ф. Сулейманов (Камалетдин), Ф. З. Салихов (Хазрет), С. А. Аскаров (Бурангул), Х. А. Ижболдин (Батуч).
2-я редакция оперы была поставлена в театре 14 сентября 2006 года. В постановке принимали участие музыкальный руководитель — Р. Лютер, режиссёр-постановщик И. Габитов, художник — Р. Арсланов, хормейстеры — Э. Гайфуллина, А. Белогонова.
Авторы оперы собрались внести в произведение фонетические особенности говора дёмских башкир. Однако в дальнейшем они отказались от этой идеи, переписав текст оперы на башкирском литературном языке.

## Сюжет
В опере показаны основные вехи жизни башкирского поэта-просветителя, поэта-философа, поэта-мыслителя Мифтахетдина Акмуллы. Поэт показан в молодости (23 года), зрелости и старости (63 года). Ишмуллой Дильмухаметовым введены в оперу вымышленные и реальные имена. Главные герои оперы — отец поэта Камалетдин Искужин (ссора с отцом заставила поэта покинуть отчий дом и отправиться странствовать), убийца поэта Давлетша, казачий бий Батучкин. По его вине Акмулла провел 4 года в Троицкой тюрьме.
В либретто были использованы стихи Акмуллы. Опера поставлена с использованием национального башкирского колорита. Сольные и ансамблевые номера близки к башкирскому песне-романсу, в массовых музыкальных номерах использован народный мелос.
В сценах скитаний Акмуллы вдали от родины прослеживаются мелодии казахской народной музыки.
В первом действии на берегу реки Дёма башкиры гуляют на свадьбе. Аксэскэ, не дождавшись любимого (Акмуллу) выходит замуж за богача. Из странствий возвращается домой Мифтахетдин. Он приветствует любимую, но над ним насмехается Бурангул-бай. В дальнейших сценах раскрывается образ Акмуллы. В финале оперы Акмулла возвращается на родной Урал. Его убивают. Кульминацией оперы становится предсмертная ария Акмуллы «Не торопись мой последний вздох», где он прощается с жизнью и народом.
Во второй редакции оперы для создания исторического фона каждая сцена начиналась азаном служителя мечети муэдзина, который звал мусульман на молитву в мечеть.

## Награды
За постановку оперы композитор и исполнитель главной партии певец Ямиль Абдульманов были удостоены литературной премии им. М. Акмуллы.